# Partulina confusa
Partulina confusa é uma espécie de gastrópode da família Achatinellidae.
É endémica dos Estados Unidos da América. 